# خوان ایگناسیو مارتینز
خوان ایگناسیو مارتینز (انگلیسی: Juan Ignacio Martínez؛ زادهٔ ۲۳ ژوئن ۱۹۶۴) بازیکن سابق و مربی فوتبال اهل اسپانیا است.
از باشگاه‌هایی که در آن مربیگری کرده‌ می‌توان به باشگاه فوتبال الچه ، باشگاه فوتبال لوانته ،  باشگاه فوتبال آلمریا اشاره کرد.